# Rolls-Royce Motor Cars
Rolls-Royce Motor Cars Ltd (Роллс-Ройс) — английская компания, подразделение BMW AG, специализирующаяся на выпуске автомобилей класса люкс под маркой Rolls-Royce.

## История
В 1998 году владельцы концерна Vickers решили избавиться от активов Rolls-Royce Motors. Наиболее привлекательным покупателем был немецкий автопроизводитель BMW, который уже поставлял двигатели и компоненты для автомобилей Rolls-Royce и Bentley, но итоговое предложение BMW, составившее 340 млн £, перебил другой немецкий автогигант Volkswagen, предложивший 430 млн £.
VW получил от Vickers права на статуэтку Дух экстаза и фирменную решётку радиатора Rolls-Royce, на марку Bentley (включая логотип), модели (включая документацию по ним), производство и производственные помещения, штаб-квартиру. Но VW остался без торговой марки и логотипа Rolls-Royce в виде совмещённых букв {\displaystyle RR}, потому что машиностроительная компания Rolls-Royce plc, имевшая в собственности права на их использование, решила сохранить их за собой в случае продажи автомобильного подразделения. Rolls-Royce plc переуступила своё право на торговую марку и логотип Rolls-Royce BMW за 40 млн долларов, потому что обе фирмы имели совместные проекты.
Пункт в договоре BMW на поставку двигателей и компонентов для Rolls-Royce Motors позволял расторгнуть договор и прекратить поставки, уведомив вторую сторону за год. VW был не в состоянии в короткие сроки изменить конструкцию выпускавшихся моделей для использования других двигателей. Расколотый исторический облик Rolls-Royce (название и логотип, решетка радиатора и Дух экстаза), а также опасность остановки производства из-за поставок двигателей вынудили BMW и VW сесть за стол переговоров.
По итогам переговоров VW согласился продать BMW права на решетку радиатора и Дух экстаза взамен на продолжение поставок двигателей и компонентов BMW на производство до 2003 года. Также VW продолжал производить машины под маркой Rolls-Royce с 1998 по 2003 год, тем самым давая BMW время на строительство штаб-квартиры, нового завода в Гудвуде (северо-восточнее города Чичестер, графство Западный Суссекс) и разработку полностью новой модели Phantom.

## Деятельность
В 2007 году объём производства составил 1009 единиц, впервые превысив отметку 1000 автомобилей.
В 2011 году был установлен рекорд по объёму продаж за всю историю компании — 3538 машин. За 2021 год было произведено 5912 автомобилей под маркой Rolls-Royce, в 2022 — 6239 шт. .

## Автомобили
- 2003 Phantom — представленный в январе 2003 года на детройтской североамериканской международной автомобильной выставке стала первой моделью компании Rolls-Royce Motor Cars Limited. Подразделение BMW не имело технической или корпоративной связи с самой компанией Rolls-Royce, за исключением торговой марки и логотипа. Автомобиль был оснащён двигателем 6,75 л V12 производства BMW. Часть электроники была также производства компании и её подрядчиков, однако большинство деталей было оригинальными для автомобиля. В отличие от Mini (который на 90 % был разработан и производился в Великобритании), большая часть деталей производилась в Германии, хотя сборка и ходовые испытания автомобилей проводятся на фабрике в Гудвуде. Вместе с тем, новый автомобиль имеет пропорции и линии, характерные для классических автомобилей Rolls-Royce. Автомобиль доступен в стандартной и удлинённой версии, цена автомобиля начинается от 250 000 £.

В 2007 году компания объявила о выходе ограниченной серии из 25 седанов Rolls-Royce Phantom, окрашенных в необычный белый цвет Metallic Ghost Silver, со статуэткой «Дух экстаза» из серебра и особой отделкой салона. Выпуск серии приурочен к 100-летнему юбилею модели Rolls-Royce Silver Ghost.
- 2007 Phantom Drophead Coupe — кабриолет с мягкой складной крышей, был разработан на базе прототипа Rolls-Royce 100ЕХ.

- 2018 Rolls-Royce Cullinan — первый в истории компании Rolls-Royce внедорожник, который официально был представлен в 2018 году[4].

- 2022 Rolls-Royce Spectre — первый в истории компании Rolls-Royce электромобиль, который официально был представлен в 2022 году[5].

## Модельный ряд марки
- Phantom:
  - Rolls-Royce Phantom SWB (в стандартном кузове 5,83 м),
  - Rolls-Royce Phantom EWB (в удлиненном кузове 6,08 м),
  - Rolls-Royce Phantom Drophead Coupe (5,6 м),
  - Rolls-Royce Phantom Coupe (5,6 м),
- Rolls-Royce Ghost (5,4 м),
  - Rolls-Royce Ghost EWB (5,56 м),
- Rolls-Royce Cullinan,
- Rolls-Royce Wraith,
- Rolls-Royce Dawn,
- Rolls-Royce Spectre.

## Интересные факты
- Bentley Motors в 1931—1998 годах являлась подразделением Rolls-Royce.
- Завод в Гудвуде (графство Западный Суссекс) — шестое место в истории, где выпускают автомобили «Роллс-Ройс»[6]. Построен концерном BMW, поскольку предыдущий завод в Крю отошёл к «Фольксвагену»[6]. Строительство предприятия обошлось БМВ в сумму от 60 до 85 млн долларов[7].
- «Роллс-Ройсы» — до сих пор ручной сборки. На заводе в Гудвуде всего два робота (на 2010 г.), наносящие краску на кузов. Все остальные работы выполняются вручную[7].
- Каждый автомобиль фирмы проходит на испытательном полигоне две тысячи километров, после чего машину разбирают, проверяют каждый узел, затем она окрашивается в 12 слоёв краски, после чего, согласно конкретной спецификации заказчика, машина окончательно собирается[7].

## Галерея
- Rolls-Royce Phantom VIII
- Rolls-Royce Phantom  VII Series II
- Rolls-Royce Phantom VII  Series I
- Rolls-Royce Phantom Drophead Coupé
- Rolls-Royce Wraith
- Rolls-Royce Ghost